# 耗散系統
耗散系統（英語：dissipative system）是指远离熱力學平衡状态的开放系统，此系統和外环境交换能量、物质和熵而继续维持平衡，对这种结构的研究，解释了自然界许多以前无法解释的现象。
耗散结构一词由比利时物理学家、化学家伊里亚·普里高津发明。普里高津创立了耗散结构理论，研究一个系统从混沌无序向有序转化的机理、条件和规律的科学，他为此曾获1977年诺贝尔化学奖。
常見的耗散结构包括對流、气旋、熱帶氣旋及生物体。像镭射、瑞利–貝納爾對流及B-Z反应也是耗散结构的例子。

## 簡介
耗散结构的特點是自發對稱性破缺（各向异性）以及複雜，甚至混沌的結構。普里高津考慮的耗散结构有其動態的機制，因此可以視為熱力學上的穩態，有時也可以用適當的非平衡熱力學中的極值定理來描述。
以前的物理理论认为，只有能量最低时，系统最稳定，否则系统将消耗能量，产生熵，而使系统不稳定。耗散结构理论认为在高能量的情况下，开放系统也可以维持稳定。例如生物体，以前按照热力学定律，是一种极不稳定的结构，不断地产生熵而应自行解体，但实际是反而能不断自我完善。其实生物体是一种开放结构，不断从环境中吸收能量和物质，而向环境放出熵，因而能以破坏环境的方式保持自身系统的稳定。城市也是一种耗散结构。
牛顿的万有引力描述的是无始无终按规律运行的美好世界，而热力学第二定律描述的是一切终将走向灭亡的热寂，相較之下，耗散结构描述在远离平衡态的开放系统中“生”的机制，但其先决假定条件是存在提供能量、物质，並且可以交換熵的外环境。

## 熱力學描述
一開放系統的熵變化可以表示如下：
{\displaystyle \,dS=dS_{i}+dS_{e}}
熵變化可以分解為系統內（{\displaystyle \,dS_{i}}）及系統外的（{\displaystyle \,dS_{e}}，和環境交換的熵）。
在封閉系統中系統無法和環境交換熵，因此（{\displaystyle dS=dS_{i}}），根據熱力學第二定律{\displaystyle dS_{i}\geq 0}（等號成立時表示平衡），因此{\displaystyle dS\geq 0}。
不過在開放系統中，系統可以和環境交換熵，因此可以形成一個穩態的結構，假設總熵不變{\displaystyle dS=0}，根據熱力學第二定律{\displaystyle dS_{i}\geq 0}，因此可得
{\displaystyle \,dS_{e}=-dS_{i}<0}（負熵流）

## 控制理论中的耗散系統
在系統及控制理論中，耗散系統是滿足「耗散不等式」的動力系統，假設其狀態、輸入及輸出分別為{\displaystyle x(t)}、{\displaystyle u(t)}及{\displaystyle y(t)}。
假設一個函數{\displaystyle w=u\cdot y}，其針對任何輸入{\displaystyle u}及初始狀態 {\displaystyle x(0)}，在任意有限時間內的積分都為有限值，將此函數稱為供應率函數，則一個系統為耗散系統的條件是存在一個連續的非負函數{\displaystyle V(x)}（稱為儲存函數），使得針對任意輸入{\displaystyle u}及初始狀態 {\displaystyle x(0)}，以下的不等式（耗散不等式）都成立：
{\displaystyle V(x(t))-V(x(0))\leq \int _{0}^{t}u(\tau )\cdot y(\tau )d\tau },
耗散系統的耗散不等式也可以表示為以下的形式：
{\displaystyle {\frac {dV(x(t))}{dt}}\leq u(t)\cdot y(t)}
物理的解釋可將{\displaystyle V(x)}視為是系統的能量，而{\displaystyle u\cdot y}是單位時間輸入系統的能量。
此表示方式和李雅普诺夫稳定性有很強的關係，在系統有特定可控制性及可觀察性的條件時，儲存函數可以作為李雅普诺夫函數。
簡單來說，耗散理論可以用來設計線性及非線性系統的回授控制。耗散系統理論是由V.M. Popov、J.C. Willems、D.J. Hill 及P. Moylan等學者提出。對於線性非時變系統，耗散系統即為正實轉移函數，而且Kalman–Yakubovich–Popov引理可以聯繫正實系統的相空間及頻域相關特性。由於耗散理論在應用上的重要性．其仍為系統及控制研究的熱門領域之一。

## 量子力學中的耗散系統
量子力學及其他以哈密頓力學為基礎的經典動態系統，具有時間可逆轉性，其本質無法描述耗散系統。理論上可以將系統進行弱耦合，以諧振子為例，可以將許多處於熱平衡，但頻率各自不同的諧振子視為一個整體，整體有很寬的頻譜，記錄整體平均的情形。會得到一個主方程，是林德布拉德方程(Lindblad equation)的特例，而林德布拉德方程可視為刘维尔定理的量子力學版本。

## 外部連結
- The dissipative systems model （页面存档备份，存于） The Australian National University